# 三谷麟太郎
三谷 麟太郎（みたに りんたろう、2004年10月16日 - ）は、日本の俳優、子役。大阪府出身。A-Light所属。
趣味は映画鑑賞、ゲーム。ネットサーフィン。特技はフラフープ、泣き演技、柔軟体操、小さい子供の世話。

## 出演作品

### テレビドラマ
- 日曜エンターテインメント 迷宮捜査（2015年、テレビ朝日） - 長原謙一 役
- 平成舞祭組男 第12話（2015年、日本テレビ）
- レッドクロス〜女たちの赤紙〜（2015年、TBS） - 太郎 役
- 大江戸事件帖 -美味でそうろう-（2015年、BS朝日） - あさり売りの竹蔵 役
- ABUアジア子どもドラマシリーズ ほんとうのともだち（2017年、NHK Eテレ） - 横井翔 役
- ウルトラマンジード 第3話（2017年、テレビ東京） - 本田トオル 役
- 記憶 第3 - 5話（2018年、フジテレビ） - 藤井裕樹 役
- 連続テレビ小説 なつぞら（2019年、NHK） - 佐々岡信哉（幼少期） 役
- やすらぎの刻〜道（2019年、テレビ朝日） - 立田春彦 役
- 青のSP-学校内警察・嶋田隆平-（2021年1月12日 - 3月16日、カンテレ・フジテレビ） - 土屋力 役
- 遺留捜査 第6シーズン 第9話（2021年3月11日、テレビ朝日） - 結城達郎（少年期） 役
- 科捜研の女 Season22 第6話（2022年、テレビ朝日） - 漆原海斗 役
- 生理のおじさんとその娘（2023年3月24日、NHK総合） - 男子生徒 役

### 映画
- ケンとカズ（2016年、太秦） - カズ（幼少期）
- ちょき（2016年、SDP） - 宗佑
- 天秤をゆらす。（2016年、ユナイテッドエンタテインメント） - ハナギュウ
- 関ヶ原（2017年、東宝映画） - 小性
- 北の桜守（2018年、東映） - 杉本久
- いぬやしき（2018年、東宝） - 恵太

### CM
- セガトイズ ダッカン
- ハウス食品 バーモントカレー「ハロウィンミッキーカレー」篇（2015年）
- メガネの田中チェーン 「イロドリJourney」 - ヒカル

### ラジオドラマ
- FMシアター 戸村飯店青春100連発（2017年） - コウヘイ（幼少期）

### MV
- 関ジャニ∞アルバム『JUKE BOX』リード曲MV「Takoyaki in my heart」（2013年） - ちび丸山

### VP
- ソライエ・プレミアムテラ
- あっくん「プレゼント」

### WEB
- LOTTE SWEET FILMS「ふたりだけの声」 - 柊太
- メットライフ生命保険「史上最年少監督 〜わたしのパパとママ〜」（2015年）
- BIGLOBE「家族バンド物語webドラマ」

### 舞台
- 午前5時47分の時計台 - ちーちゃん
- 銀のほのおの国 - 穴熊の息子

### イベント
- 日本女子博覧会（2015年）